# António Luís dos Santos Serrado
António Luís dos Santos Serrado hay Lunguinha, là một cầu thủ bóng đá người Angola thi đấu ở vị trí hậu vệ cho Kabuscorp.